# Lago di Maracaibo
Il Lago di Maracaibo (detto anche Lago Zulia, in spagnolo: Lago de Maracaibo; in lingua wayuu: Coquivacoa) è una vasta baia di acque salmastre, situata nella zona nord-occidentale del Venezuela, in cui hanno foce diversi fiumi tra cui il maggiore è il Catatumbo.
Avendo altitudine pari a zero metri sul livello del mare – con cui è costantemente comunicante – è quindi errato considerarlo "lago"; se lo fosse veramente, con un'estensione di 13.210 km² sarebbe il più grande del Sud America, a scapito del realmente tale lago Titicaca. Le testimonianze geologiche mostrano tuttavia che in passato era effettivamente un lago, e si stima che sia uno dei più antichi del pianeta Terra, con un'età di 20-36 milioni di anni. Nel mondo è il 23º lago per estensione.
È in parte separato ed in parte collegato al mare del golfo del Venezuela dalla "barra del lago", una barriera di isole sabbiose e calcaree (tra queste l'isola di Toas e l'isola di Zapara) e lagune con alberi di mangrovia, canali bassi e sabbiosi e bracci di mare stretti e poco profondi. Da questi si arriva in seguito ad una vasta baia (dove sbocca la laguna di Sinamaica); doppiando un capo si arriva alla città di Maracaibo ed all'ampio stretto (8 km) che la separa da Puertos de Altagracia, lungo circa 55 km, che viene calcolato come la parte nord del lago di Maracaibo (l'estuario più la baia, più lo stretto e finalmente il lago assomigliano alla forma di una chitarra).
Vi affluiscono numerosi fiumi, tra questi il maggiore è il fiume Catatumbo (famoso per il relampago del Catatumbo, ossia continui lampi nella prima serata, raffigurato anche sulla bandiera dello Stato Zulia), altri importanti immissari sono il fiume Chama, il rio Limòn ed il fiume Zulia.

## Introduzione
Il lago di Maracaibo costituisce una delle maggiori rotte di trasporto verso i porti delle città di Maracaibo, di Cabimas, e del porto di La Ceiba, unito con un corridoio territoriale allo stato Trujillo. Il circondante bacino di Maracaibo contiene grandi giacimenti di petrolio (tra questi uno dei più grandi del mondo, il Bolivar Coastal Field, in produzione sin dagli anni venti) che rendono il lago uno dei grandi centri economici del Venezuela (il più grande fino alla scoperta del petrolio negli stati orientali durante gli anni ottanta).
Un canale di dragaggio nell'alveo marino dell'imboccatura del lago verso il mare dei Caraibi, permette l'accesso al lago alle grosse navi, che altrimenti avrebbero enormi problemi a superare i bassifondi che limitano la profondità a 1–3 metri. Il Ponte General Rafael Urdaneta (lungo 8,7 km; completato nel 1962), mette in comunicazione la sponda orientale con quella occidentale poco a sud della città di Maracaibo (quartiere San Francisco), ed è per lunghezza il terzo ponte a campate multiple del mondo.

## Storia
I primi insediamenti nel lago erano quelli degli indiani Wayuu (noti anche come Guajiro), che parlano un dialetto della famiglia linguistica delle tribù Arawak.
Il primo europeo ad aver scoperto il lago è stato Alonso de Ojeda, il 24 agosto del 1499, in una spedizione di cui faceva parte anche il navigatore fiorentino Amerigo Vespucci. La città portuale di Maracaibo venne fondata nel 1529, sul lato occidentale dello stretto (8 km) che porta al lago.
Storicamente il nome "Venezuela" venne coniato dall'esploratore Amerigo Vespucci che, vedendo questi insediamenti di palafitte site nella laguna di Sinamaica, immaginò una specie di "piccola Venezia" tropicale. Ancora oggi questi villaggi sono spesso sprovvisti di corrente elettrica e i rifornimenti arrivano in variopinte barche di legno con motori fuori-bordo a benzina.
Anche se la storia di Vespucci rimane la versione più popolare ed accettata per l'origine del nome dello Stato, una differente spiegazione viene fornita da Martín Fernández de Enciso, un membro dell'equipaggio di Vespucci e Ojeda. Nella sua opera Summa de Geografía, egli afferma che avevano scoperto una popolazione indigena che si facevano chiamare "Veneciuela", suggerendo così che il nome "Venezuela" possa essere derivato da una parola nativa.
Tra il 1614 e 1678 si registrano diversi attacchi di pirati a Maracaibo e nelle comunità stanziate lungo il lago. Il corsaro olandese Henryk de Gerard giunse nel 1614 e nel 1642 il pirata inglese William Jackson saccheggiò Maracaibo. Il periodo 1665–1669 è conosciuto come il "quinquennio dei pirati". Nel 1666 il francese Jean David Nan, detto Francois l'Olonese, attacca Maracaibo e Gibraltar. Fra il 1667 e 1669 avvennero le incursioni dello spagnolo Michele il Basco e del gallese Henry Morgan. Per ultimo, nel 1678, il francese Michel de Grandmont assaltò Maracaibo e alcuni villaggi a sud del lago.
Nel luglio del 1823, nell'estuario a nord dello stretto, avvenne la battaglia del lago di Maracaibo, una delle battaglie risolutive della guerra d'indipendenza del Venezuela.
La produzione di petrolio nel bacino del lago di Maracaibo iniziò nel 1914. I primi pozzi sono stati perforati dalla Bataafsche Petroleum Maatschappij, antenata della Royal Dutch Shell.

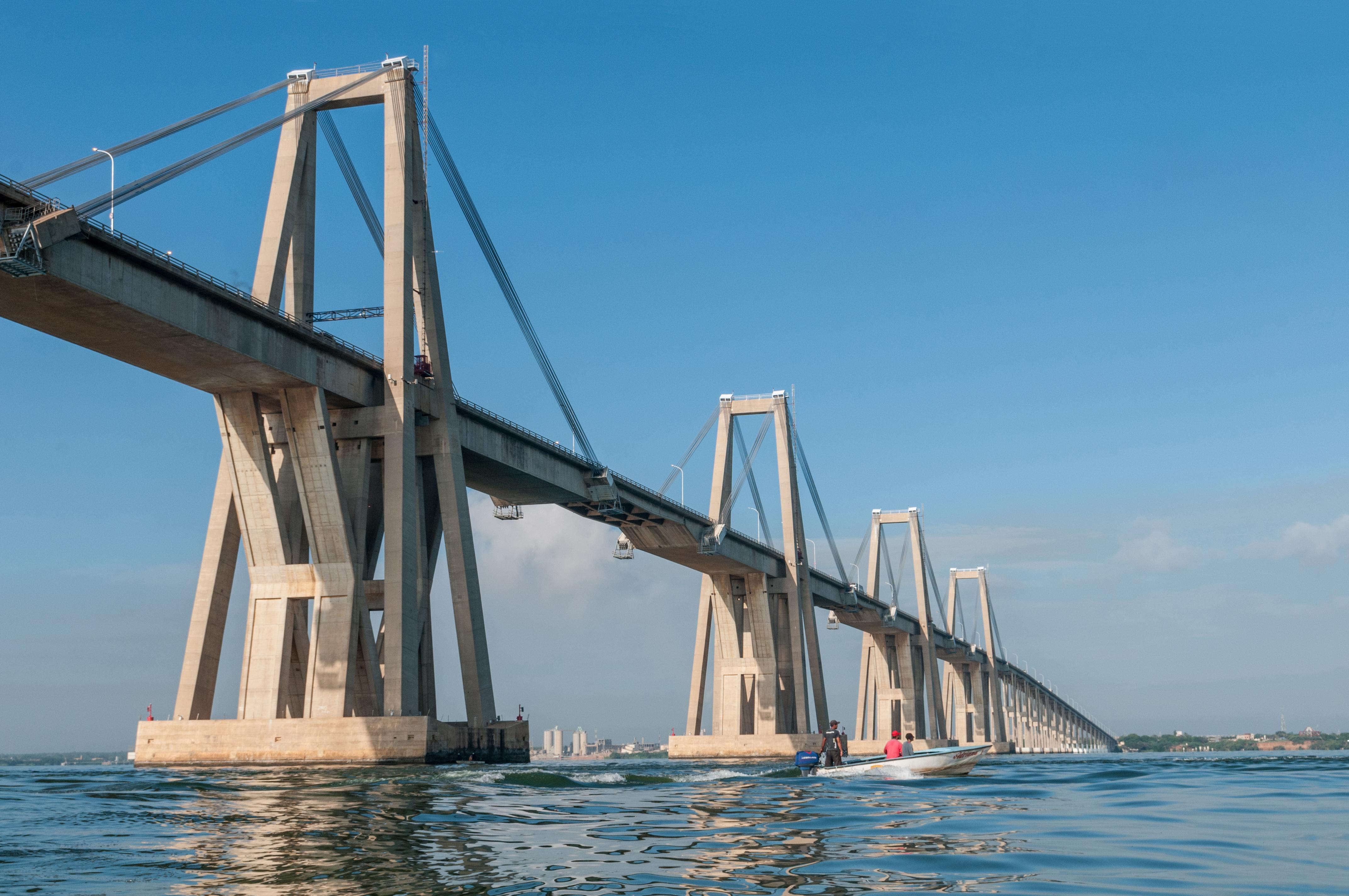
Il ponte General Rafael Urdaneta sul Lago di Maracaibo, progettato dall'ingegnere Riccardo Morandi.

### Incidente del 6 aprile 1964
Il 6 aprile del 1964 alle ore 23:45, a causa di un'avaria elettrica a bordo che la rese ingovernabile, la superpetroliera Esso Maracaibo, carica con 236 000 barili di petrolio, colpì violentemente il basamento delle pile portanti n. 30 e 31 del ponte General Rafael Urdaneta (che collega Maracaibo, e buona parte dello Stato Zulia, con la Costa Oriental del Lago e la maggior parte del resto del Venezuela) facendole crollare. Una sezione di 259 metri della strada pontiera precipitò in acqua, ma le altre sezioni del ponte non subirono danni. Il crollo causò la caduta in acqua di veicoli con la morte di almeno sette persone. Sulla nave non vi furono perdite di vite, feriti o versamento di petrolio nel lago.

## Pesca
Nell'anno 2000, il lago di Maracaibo dava sostegno a 20 000 pescatori. Tra le specie più comuni pescate si trovano: robalo (Centropomus undecimalis), curvina, lisa (cefalo); tra quelle indesiderate si segnalano: bagre (pesce gatto) e pez sapo (pesce palla). L'inquinamento sia da petrolio, che da fosfati (che alimentano il limo noto anche come "lemna") sta distruggendo l'industria peschiera.

## Insediamenti
Molti insediamenti di capanne su palafitte sono continuamente costruiti e ricostruiti da molti millenni. Alcuni esistono ancora nel sud e sud-ovest, principalmente nella zona di Lagunetas.

### Malattia di Huntington
Si registra spesso nella zona, l'alta prevalenza di una rara malattia genetica neurologica, molto studiata dai genetisti come utile paradigma: la còrea maior, o malattia di Huntington (una malattia autosomica dominante a penetranza correlata all'età, provocante degenerazione dei nuclei della base, con conseguenti tremori, atti scoordinati e demenza), che la leggenda attribuisce agli eccessi procreativi di un marinaio tedesco dagli occhi azzurri, che sostengono abbia sedotto molte fanciulle del luogo. Qui la malattia colpisce fino a 7 000 persone su 1 000 000.

## Subsidenza del terreno
A causa dell'intensa attività estrattiva petrolifera nel bacino di Maracaibo, il letto del lago è sprofondato, modificando la geografia della regione. A causa di questo fenomeno, il governo venezuelano ha costruito una diga terrestre (la cui costruzione è stata anche criticata) nella zona di Lagunillas sotto il livello del mare per prevenire possibili inondazioni delle acque.

## Espansione straordinaria di specie vegetali

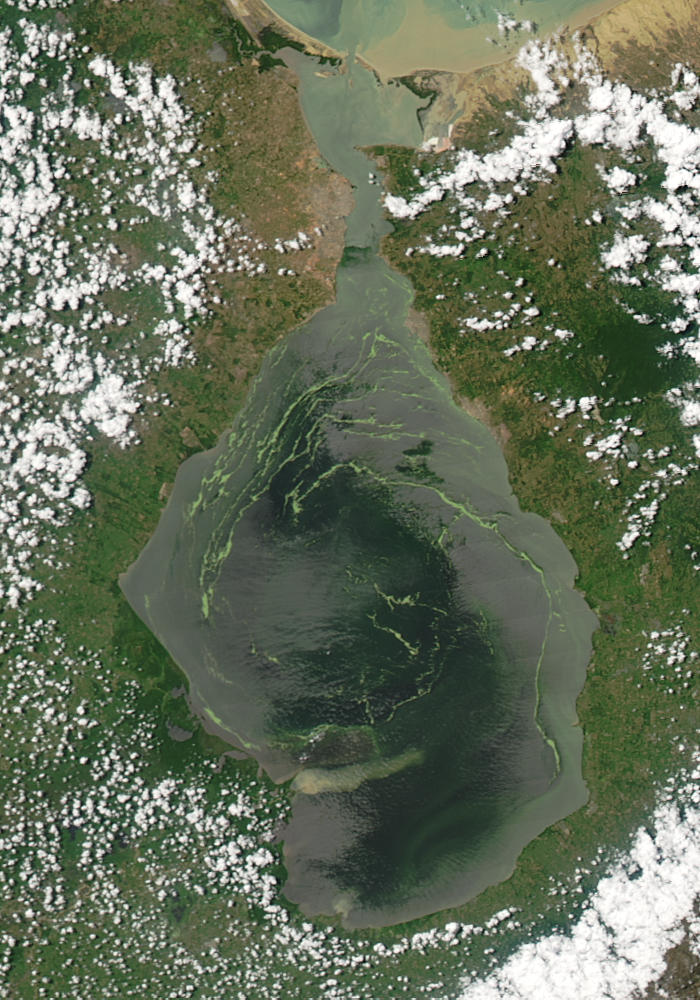
Le spirali verdastre nel lago sono costituite da vegetazione galleggiante (duckweed).

Il 18 giugno del 2004, circa il 18% della superficie del lago di Maracaibo risultava coperta da una coltre di vegetazione, specificamente lenticchia d'acqua (Lemna minor). Anche se gli sforzi per rimuovere questa pianta acquatica erano in corso da maggio, questa pianta (che può duplicare le sue dimensioni ogni 48 ore) copre circa 130 milioni di metri cubici del lago. L'unico metodo per rimuovere la vegetazione è l'asportazione fisica, dal momento che non esiste alcuna procedura chimica o biologica per uccidere la pianta. Nel 2004 il governo venezuelano ha speso circa 2 milioni di dollari al mese per pulire il lago, e la compagnia petrolifera di stato Petroleos de Venezuela S.A. ha creato un fondo di 750 milioni di dollari per eseguire la bonifica. Gli sforzi correnti riescono appena a contenere malamente la crescita della pianta. Il processo di rimozione è stato particolarmente difficile nella parte centrale del lago dove una nave con attrezzature speciali potrebbe essere necessaria per asportare la vegetazione. Più probabilmente, in una specie di "pendolo biologico", la vegetazione esaurirà i suoi nutrienti e la proliferazione incontrollata si esaurirà in maniera naturale.
Esiste una sorta di mistero sul come la pianta si sia insediata nelle acque del lago di Maracaibo. Secondo gli scienziati del Instituto para la Conservación del Lago de Maracaibo (ICLAM), una delle organizzazioni governative incaricate della tutela del Lago di Maracaibo, la vegetazione è probabilmente nativa del lago, però alcuni studi condotti sembrano confermare questo sospetto. La prodigiosa crescita della pianta di acqua dolce secondo alcuni scienziati probabilmente costituisce un meccanismo di auto-purificazione da fosfati nitrati e da altri altre sostanze proteiche che contaminano il lago. Altri biologi sono in disaccordo, e pensano che la vegetazione provenga dalla Florida e dal Texas (dove verrebbe limitato dai periodi di clima freddo) e dunque la infestazione sarebbe un risultato della contaminazione causata dall'intenso transito di navi, petroliere e altre, da e verso gli Stati Uniti.
Un altro aspetto da capire è perché lo sviluppo di questa pianta sia stato così veloce. Il lago è alimentato sia con l'acqua marina dei Caraibi sia con l'acqua più fresca di numerosi fiumi. L'acqua dolce, più fresca, scorre sopra l'acqua salata più pesante, che forma uno strato inferiore più denso. Questa combinazione intrappola gli elementi nutrienti sul fondo del lago. Nella primavera del 2004 questo schema collaudato è stato interrotto da pesanti piogge. L'improvviso afflusso di acqua fresca ha rimescolato gli strati, permettendo agli elementi nutrienti di risalire in superficie, dove si trovavano il lemna e altre piante.
Altre fonti addizionali di nutrienti includono la pratica dello scarico di acqua di fogna non trattata, lo scarico da parte della popolazione di spazzatura direttamente nelle marrane, oltre allo scarico di fertilizzante e altri rifiuti che sfociano direttamente nel lago tramite i fiumi. Si stima che circa il 97% degli scarichi fognari del paese vengano scaricati nell'ambiente senza subire alcun trattamento. Inoltre, le sostanze chimiche usate per ripulire gli spargimenti di petrolio potrebbero essere uno dei fattori che fanno proliferare la lemna.
Il bacino del Lago di Maracaibo ospita alcuni tra i maggiori e più antichi campi petroliferi del Venezuela, e sono state misurate alte concentrazioni di solventi biodegradabili contenenti fosfati e acido poliaspartico, agenti chimici che possono essere utilizzati per aumentare l'assunzione di sostanze nutritive nelle piante, e che costituiscono un vero e proprio banchetto per la lemna. Gli scienziati dell'ICLAM smentiscono, sostenendo che questi agenti disperdenti sono stati proibiti dal lago per anni, e che anche se fossero presenti, non conterrebbero sufficienti sostanze nutritive per sostenere l'attuale fioritura della lemna. Altra ipotesi addebita l'apporto dei nutrienti alla base del fenomenio dell'eutrofizzazione all'affluenza del Catatumbo proveniente dalla Colombia.
La lemna non è tossica per i pesci, ma si ipotizza che possa sottrarre ossigeno alla fauna ittica durante la sua decomposizione per irrancidimento-ossidazione, causando asfissia dei pesci, fenomeno noto come eutrofizzazione. Anche se le autorità sostengono che la lemna non abbia ancora danneggiato i pesci (a differenza degli scarichi di petrolio), la cosa sicuramente danneggia l'industria peschiera lacustre. La pianta ostruisce i motori fuoribordo delle piccole piroghe da pesca, rendendo difficile la navigazione delle piccole imbarcazioni. La lemna danneggia l'ecosistema locale, perché sottrae luce alle altre alghe e piante acquatiche con la barriera che costituisce sulla superficie del lago. In alcune condizioni si sospetta che la Lemna possa concentrare metalli pesanti e batteri come quelli della salmonella e il Vibrio cholerae, il batterio che causa la gravissima dissenteria del colera.
Nonostante questo, la lemna potrebbe avere qualche utilizzo positivo, potrebbe ad esempio, essere trattata e usata per alimentare il pollame, per fare polpa da carta o per produrre bioetanolo.

### 2007
Nel 2007 il problema dell'eccessiva proliferazione della lemna continuava.